# Râul Țibleș, Someșul Mare (Cristești)
Râul Țibleș este un curs de apă, afluent al râului Someșul Mare. 